# Waldo Rubén Barrionuevo Ramírez

Bischofswappen von Waldo Ruben Barrionuevo Ramirez

Waldo Rubén Barrionuevo Ramírez CSsR (* 9. September 1967 in Oruro; † 7. Juli 2022 in La Paz) war ein bolivianischer römisch-katholischer Ordensgeistlicher und Apostolischer Vikar von Reyes.

## Leben
Waldo Barrionuevo trat im Jahr 1989 der Ordensgemeinschaft der Redemptoristen bei. Im Jahr 1992 legte er die zeitliche und 1996 die Ewige Profess ab. Seine theologischen Studien absolvierte er am Priesterseminar in Cochabamba. Am 25. Oktober 1997 empfing er das Sakrament der Priesterweihe.
Am 15. Februar 2014 ernannte ihn Papst Franziskus zum Titularbischof von Vulturaria und zum Weihbischof im Apostolischen Vikariat Reyes. Die Bischofsweihe spendete ihm der Apostolische Vikar von Reyes, Karl Bürgler CSsR, am 14. Mai desselben Jahres. Mitkonsekratoren waren der Apostolische Nuntius in Bolivien, Erzbischof Giambattista Diquattro, und der Weihbischof in Santa Cruz de la Sierra, Braulio Sáez García OCD.
Am 1. Juni 2019 ernannte ihn Papst Franziskus zum Apostolischen Vikar von Reyes. Die Amtseinführung fand am 10. Juli desselben Jahres statt. Zudem war er Direktor der Päpstlichen Missionsgesellschaften (PMS) in Bolivien. Im Oktober 2019 nahm Barrionuevo an der Synode des Amazonasgebiets im Vatikan teil. 
Waldo Barrionuevo starb im Alter von 54 Jahren unerwartet am 7. Juli 2022 in La Paz an den Folgen eines Schlaganfalls.